# Anomalopus
Az Anomalopus a hüllők (Reptilia) osztályába a pikkelyes hüllők (Squamata) rendjébe a gyíkok (Sauria) alrendjébe és a vakondgyíkfélék (Scincidae) családjába tartozó nem

## Rendszerezés
A nembe az alábbi 7 faj tartozik.
- Anomalopus brevicollis
- Anomalopus gowi
- Anomalopus leuckartii
- Anomalopus mackayi
- Anomalopus pluto
- Anomalopus swansoni
- Anomalopus verreauxi